# 미라 폿코넨
미라 마리우트 요한나 폿코넨(핀란드어: Mira Marjut Johanna Potkonen, 1980년 11월 17일~)은 핀란드의 권투 선수이다. 2016 하계 올림픽과 2020년 하계 올림픽에서 여자 라이트급 동메달을 획득했다.